# Chant des Partisans
Der Chant des Partisans („Lied der Partisanen“) war das populärste Lied der französischen Forces françaises libres und der Résistance im Zweiten Weltkrieg.

## Entstehung
Das Lied entstand in London 1943. Anna Marly, die Exilrussin war, bezog sich dabei auf eine russische Melodie, die sie bereits 1941 kennengelernt hatte.
Joseph Kessel und Maurice Druon verfassten den Text. Anna Marly trug das Lied in den französischsprachigen Sendungen der BBC vor. Der Text ruft zum Kampf um Leben und Tod für die Befreiung Frankreichs auf. Das Lied war insbesondere nach Ende der deutschen Besatzung sehr populär und teilweise auch als Ersatz für La Marseillaise im Gespräch.
Das Manuskript ist nationales Kulturdenkmal und wird im Musée national de la Légion d’Honneur aufbewahrt. Zu den Interpreten gehörten unter anderem Jean Ferrat, Yves Montand, Catherine Ribeiro, Johnny Hallyday sowie  Catherine Sauvage, Mireille Mathieu, Philippe Léotard und Giovanni Mirabassi.
In Korea wurde das Lied unter anderem von der Korean Liberation Army, den Truppen der Provisorischen Regierung der Republik Korea, als Marsch intoniert.
Anna Marly schrieb ebenso ein etwas lyrischeres und getrageneres Lied ähnlichen Inhalts, La Complainte du Partisan (Klage des Partisanen), das unter anderem in Englisch von Leonard Cohen gecovert wurde.

## Belege
1. ↑  « Anna Marly (1917-2006) » (Geschichte des Chant des partisans), auf der Webseite cheminsdememoire.gouv.fr
2. ↑   Eintrag zur Schutzwürdigkeit des Manuskripts